# Xenofontos
Moni Xenofontos (griechisch Μονή Ξενοφώντος) ist eines der zwanzig orthodoxen Klöster des Berges Athos im Nordwesten der Halbinsel Chalkidiki in Griechenland. Es ist dem Heiligen Georg geweiht, dessen Votivfest am 23. April (Orthodoxer Kalender: 6. Mai) gefeiert wird. Im Jahre 1990 zählte das Kloster 57 Mönche. Es steht heute an sechzehnter Stelle in der Hierarchie der Athosklöster, im Typikon Manuels II. Palaiologos von 1406 nahm es den achten Rang ein.

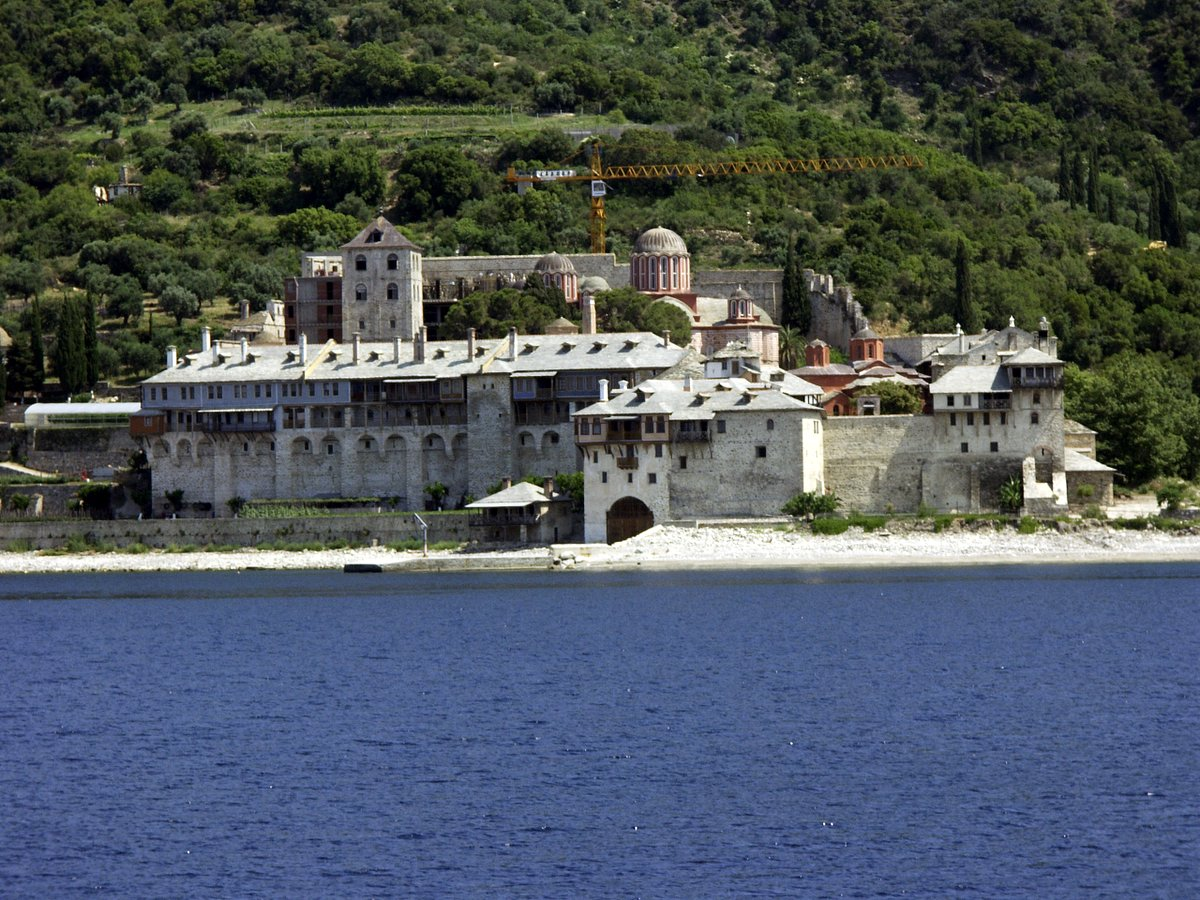
Kloster Xenofontos

Gegründet wurde das Kloster gegen Ende des 10. Jahrhunderts durch den Mönch Xenophon, die erste urkundliche Erwähnung stammt von 998. Besitz auf dem Heiligen Berg und auf dem Festland konnte mehrfache Krisensituationen nicht verhindern, gegen Ende des 13. Jahrhunderts wurde das Kloster von „italienischen Piraten“ zerstört. Während der Türkenherrschaft wurde das Kloster von den Donaufürstentümern unterstützt. Zu den Kunstschätzen gehören mehrere Ikonen aus dem 12. Jahrhundert. Bibliothek und Archiv verwahren 600 Handschriften, drei liturgische Rollen, ungefähr 700 ältere und neuere Drucke sowie 33 byzantinische Urkunden, die älteste von 1089.
Eine Besonderheit des Klosters ist, dass im Hof zwei Kirchen stehen. Die ältere Katholikon stammt aus der Zeit um 1000, die dortigen Wandmalereien aus dem 14. bis 16. Jahrhundert. Das neuere Katholikon  wurde zu Beginn des 19. Jahrhunderts errichtet, es ist eine der größten Kirchen auf dem Berg Athos.